# Joseph Luns
Joseph Marie Antoine Hubert Luns (28 de agosto de 1911-17 de julio de 2002) fue un político y diplomático neerlandés perteneciente al desaparecido Partido Católico Popular (KVP), en la actualidad parte de Llamada Democristiana (CDA). Fue la persona que más tiempo ocupó el cargo de Ministro de Relaciones Exteriores de los Países Bajos entre el 2 de septiembre de 1952 y el 6 de julio de 1971 y posteriormente el quinto (y el mayor en servicio) Secretario General de la OTAN por 13 años el 1 de octubre de 1971 hasta el 25 de junio de 1984.
Luns nació en una familia católica, francófona y artística. La familia materna era originaria de Alsacia y Lorena pero se mudaron al Bélgica con la anexión de aquel territorio por el Imperio alemán en 1871. Su padre, Huib Luns, un polifacético artista y prolífico pedagogo que finalizó su carrera como profesor de dibujo arquitectónico en la Universidad de Tecnología de Delft. Realizó sus estudios secundarios entre Ámsterdam y Bruseleas. Estudió Derecho en la Universidad de Ámsterdam entre 1932 y 1937.